# Brzeźno Szlacheckie (gromada)
Brzeźno Szlacheckie (w chwili utworzenia Brzeźno-Szlacheckie; alt. Brzeźno) – dawna gromada, czyli najmniejsza jednostka podziału terytorialnego Polskiej Rzeczypospolitej Ludowej w latach 1954–1972.
Gromady, z gromadzkimi radami narodowymi (GRN) jako organami władzy najniższego stopnia na wsi, funkcjonowały od reformy reorganizującej administrację wiejską przeprowadzonej jesienią 1954 do momentu ich zniesienia z dniem 1 stycznia 1973, tym samym wypierając organizację gminną w latach 1954–1972.
Gromadę Brzeźno-Szlacheckie [sic!] z siedzibą GRN w Brzeźnie-Szlacheckim [sic!] (w obecnym brzmieniu Brzeźno Szlacheckie) utworzono – jako jedną z 8759 gromad na obszarze Polski – w powiecie chojnickim w woj. bydgoskim, na mocy uchwały nr 24/5 WRN w Bydgoszczy z dnia 5 października 1954. W skład jednostki weszły obszary dotychczasowych gromad Brzeźno-Szlacheckie [sic!] i Łąkie ze zniesionej gminy Brzeźno-Szlacheckie [sic!] w tymże powiecie. Dla gromady ustalono 23 członków gromadzkiej rady narodowej.
31 grudnia 1961 gromadę Brzeźno połączono z gromadą Borowy Młyn, "tworząc" gromadę Brzeźno z "tymczasową" siedzibą GRN w Brzeźnie, w tymże powiecie (de facto gromadę Borowy Młyn zniesiono i włączono do gromady Brzeźno (Szlacheckie)).
Gromada przetrwała do końca 1972 roku, czyli do kolejnej reformy gminnej.